# Жирошкинская волость
Жирошкинская волость — волость в составе Бронницкого уезда Московской губернии. Существовала до 1929 года. Центром волости была деревня Жирошкино (в 1924—1926 годах — село Борисово).

## История
В ходе реформы административно-территориального деления СССР в 1929 году Жирошкинская волость была упразднена.

## Состав

### Населённые пункты
На 1913 год 25 селений:
- Артемьево
- Базулино
- Ближнее Скрыпино
- Большое Скрынино
- Борисово
- Воловое
- Ганусово (Галусово)
- Дальнее Скрыпино
- Еремино
- Жирошкино (Жирошкина) — волостной центр
- Завелье
- Залесье
- Кутузово
- Лямчино
- Мошакино
- Нащокино
- Образцово
- Патрикеево
- Пестово
- Починки
- Пушкино
- Рогачево
- Рылеево
- Спас-Михеево
- Шубино

На 1 января 1926 года 20 селений.

### Сельсоветы
По данным 1919 года в Жирошкинской волости было 20 сельсоветов: Базулинский, Ближне-Скрипинский, Борисовский, Валовский, Ганусовский, Дальне-Скрипинский, Ереминский, Жирошкинский, Завальевский, Залесьевский, Мотякинский, Нащекинский, Образцовский, Патрикеевский, Пестовский, Починковский, Рогачёвский, Рылеевский, Шубинский.
В 1923 году Базулинский и Мотякинский с/с были присоединены к Ближне-Скрипинскому с/с, Гансуовский и Завальевский — к Борисовскому, Дальне-Скрипинский — к Лямцинскому, Валовский и Залесьевский — к Нащекинскому, Рогачевский — к Жирошкинскому. Ереминский, Образцовский, Пестовский, Починковский, Рылеевский и Шубинский с/с были упразднены. Позднее Ближне-Срипинский и Борисовский с/с были объединены и образовали Ганусовский с/с. Были восстановлены Залесьевский, Мотякинский, Патрикеввский, Починковский и Шубинский с/с.
В 1924 году Шубинский с/с был переименован в Пестовский. Был образован Образцово-Ереминский с/с.
В 1925 году из части Пестовского с/с был образован Шубинский с/с.
К 1 января 1926 года 11 сельсоветов.
В 1926 году Образцово-Ереминский с/с был переименован в Образцовский.